# (6008) 1990 BF2
(6008) 1990 BF2 (1990 BF2, 1991 NX2) — астероїд головного поясу, відкритий 30 січня 1990 року.
Тіссеранів параметр щодо Юпітера — 3,648.